# 키마과
키마과(Cimidae)는 바다 달팽이과의 하나이다. 비공식군 하이새류에 속하는 해양 복족류 연체동물이다.

## 하위 속
- Atomiscala de Boury, 1909
- Bouryiscala Cossmann, 1902
- 키마속 (Cima) Chaster, 1898
- Coenaculum Iredale, 1924
- Graphis Jeffreys, 1867
- Mifsudia Mietto, Nofroni & Quaggiotto, 2014